# Поплавский, Александр Юрьевич
Алекса́ндр Ю́рьевич Попла́вский (29 октября 1948, Ессентуки — 9 апреля 2012, Москва) — российский флейтист и музыкальный педагог, солист оркестра Большого театра и симфонического оркестра Российского музыкального центра телевидения и радиовещания, заслуженный артист Российской Федерации (1999).

## Биография
В 1967 Александр Поплавский с отличием окончил Московское военно-музыкальное училище (класс преподавателя Александра Климентьевича Стучевского), в 1972 году окончил Московскую государственную консерваторию им. П. И. Чайковского, а в 1975 аспирантуру консерватории (класс профессора Юлия Григорьевича Ягудина). 
С 1968 по 1980 год был солистом камерного ансамбля «Барокко». 
С 1982 года преподавал в музыкальном училище имени Октябрьской революции. Затем некоторое время работал в симфоническом оркестре Российского музыкального центра телевидения и радиовещания. 
Так же неоднократно выступал в составе «Виртуозов Москвы» под управлением Спивакова. 
Позднее Поплавский опять работал в оркестре Большого театра на должности солиста-регулятора. 
В 1999 году ему было присвоено почётное звание заслуженный артист Российской Федерации.
Скончался 9 апреля 2012 года, похоронен в Москве на Востряковском кладбище.